# Chumbinho (futebolista)
Marinaldo Cícero da Silva, ou Chumbinho (Palmares, 21 de outubro de 1986), é um futebolista brasileiro que atua como meia e atualmente defende o Taubaté.

## Carreira

### São Paulo
Iniciou sua a carreira no Rio Preto-SP e pouco tempo depois foi contratado pelo São Paulo. Jogou nas categorias de base do São Paulo e quando foi promovido para o futebol profissional, teve poucas chances no time do Morumbi. Deixou o clube em 2008 e foi jogar em Portugal, após rápida passagem por alguns clubes do futebol brasileiro.
| “ | O São Paulo é uma equipe grande, que conta com muitos jogadores. A situação que aconteceu comigo também aconteceu com muitos outros atletas, que não tiveram oportunidades e não foram valorizados no clube. O Rafinha, do Coritiba, e o Jean, que hoje defende o Fluminense, são outros exemplos de jogadores que saíram da equipe e hoje estão fazendo um grande trabalho", afirmou. | ” |

Ainda no São Paulo se envolveu numa polêmica com dirigentes do clube São Paulino que queriam mudar o seu nome para "Da Silva", pois soava com melhor aceitação e simpatia. Chumbinho manteve o apelido de infância e completou: “Em todos os clubes que vou me perguntam a mesma coisa (risos). Quando cheguei do hospital, logo que nasci, uma amiga da minha mãe me pegou no colo e disse que eu era pesado feito chumbo. A partir daí ela só me chamava assim e ficou Chumbinho”.

### Leixões
Após jogar no São Paulo e em alguns clubes brasileiro, chega a Portugal para defender o Leixões SC. No clube português, passou apenas uma temporada. Foi negociado com o clube grego Ethnikos Pireu

### Olympiacos
Após passagem pelo clube Ethnikos Pireu, despertou interesse de outros clubes da Grécia e foi comprado pelo Olympiacos FC. Foi emprestado e jogou em quatro clubes da Grécia. Após fim do empréstimo, retorna ao clube que o comprou, fazendo a pré-temporada no Olympiacos, mas foi novamente emprestado para outro clube grego chamado Atromitos.
| “ | "Achava que ficaria no Olympiacos nesta temporada, já que participei da pré-temporada lá. Entretanto, fui emprestado para um bom time, que briga na parte de cima na tabela e paga os salários corretamente (Chumbinho sofreu com atrasos de salários em três equipes gregas e, ao todo, ficou um ano com pagamentos atrasados). Espero fazer uma grande temporada, depois parar e pensar no meu futuro. Claro que aceitaria sim retornar para o Brasil", finalizou. | ” |

Jogando pelo OFI Creta, recebeu o prêmio pelo gol mais bonito do mês de outubro 2011 na Grécia.

## Títulos
FK Qarabağ
- Campeonato Azerbaijão de Futebol 2013-14, 2014-15